# Сем Тейлор
Сем Тейлор (англ. Sam Taylor; 13 серпня 1895, Нью-Йорк — 6 березня 1958, Санта-Моніка) — американський кінорежисер, сценарист та продюсер, найбільш активний у епоху німого кіно. Тейлор найвідоміший за його комедійну режисерську роботу з Гарольдом Ллойд і Мері Пікфорд, а також пізніше співпрацював з Лорелом і Харді.

## Вибрана фільмографія
- 1921 — Зараз або ніколи
- 1921 — Ніколи не слабшати
- 1923 — Безпека в останню чергу!
- 1923 — Навіщо турбуватися?
- 1924 — Сором'язливий
- 1925 — Першокурсник
- 1926 — Йде посміхаючись
- 1928 — Буря
- 1928 — Суперечлива жінка
- 1929 — Леді з мостових
- 1929 — Приборкання норовливої
- 1934 — Котяча лапа